# 卡耶·曼扎圖
卡洛斯·恩歷基·“卡爾”·曼扎圖·杜斯山度士（Carlos Henrique "Cahê" Manzato dos Santos，1982年8月20日—），通稱卡爾（Cahê），生於巴西聖安德烈，已退役巴西足球運動員，司職前鋒，於2009年9月加盟甲組球會晨曦並以14個聯賽入球奪得2009/10球季甲組聯賽神射手至2011年12月他因鼠蹊傷患要返祖國根治與晨曦提前解約，而晨曦在2011年12月24日於高級組銀牌四強賽次回合以2–2賽和屯門後球員拿出寫上「CAHE Forever Our 17」（我們永遠的17號卡爾）的球衣送給他兼完場後一眾職球員將卡爾拋上半空慶祝歡送他離開。

## 榮譽
- 香港甲組足球聯賽 神射手（2009–10季度）
- 香港聯賽盃冠軍（2008–09季度）

## 外部連結
- 香港足球總會球員註冊資料 （页面存档备份，存于）